# Purtenance
Purtenance ist eine finnische Death-Metal-Band aus Nokia, die im Jahr 1990 unter dem Namen Purtenance Avulsion gegründet wurde, sich 1992 auflöste und 2012 wieder zusammenfand. 

## Geschichte
Die Band wurde im Jahr 1990 unter dem Namen Purtenance Avulsion gegründet. Noch im selben Jahr nahm die Band ein erstes, selbstbetiteltes Demo auf und veröffentlichte es im Folgejahr. Danach änderte die Band ihren Namen in Purtenance um. Die Gruppe nahm die EP Crown Waits the Immortal auf und veröffentlichte sie ebenfalls 1991 über Drowned Productions, Label von Dave Rotten. Die EP erschien im September und war auf 500 Stück limitiert.
Danach begab sich die Band ins Studio, um das Album Member Of Immortal Damnation aufzunehmen und im Jahr 1992 zu veröffentlichen. Gegen Ende des Jahres löste sich die Band auf. Im Jahr 2012 fand die Band wieder zusammen. Im Jahr zuvor wurde ihr Debütalbum bereits über Xtreem Music neu veröffentlicht.

## Stil
Die Band spielt aggressiven, teils melodischen Death Metal, der mit der Musik von Bands wie Demigod, Convulse, Funebre, frühen Sentenced und Demilich vergleichbar ist.

## Diskografie
als Purtenance Avulsion
- Purtenance Avulsion (Demo, 1991, Eigenveröffentlichung)

als Purtenance
- Crown Waits the Immortal (EP, 1991, Drowned Productions)
- Member of Immortal Damnation (Album, 1992, Drowned Productions, Wiederveröffentlichung 2011 über Xtreem Music)
- MCMXCI - MCMXCII (Box-Set, 2009, Dark Symphonies / The Crypt)
- Sacrifice the King (EP, 2012, Xtreem Music)